# Genó
Genó és un jaciment arqueològic de l'edat del bronze final, situat a la comarca natural del Baix Segre (Aitona, Segrià), declarat bé cultural d'interès local.
La seva cronologia es pot establir en un moment indeterminat del segle ix aC.
En el curs de la seua investigació arqueològica, es van realitzar anàlisis de residus en recipients ceràmics i es va poder determinar que els seus pobladors produïen cervesa, i és fins a la data el lloc a Europa més antic de producció d'aquesta beguda.
També s'han identificat residus d'emmagatzematge de farina de glans, i és la primera vegada que es detecta aquesta fase del processament de les glans.

## Situació i característiques
El "poblet" de Genó està situat a la comarca lleidatana del Segrià, al terme municipal d'Aitona, en una elevació d'un menut monticle oblong, el·lipsoïdal, i de superfície plana, la cota del qual arriba als 162 m sobre el nivell del mar i s'alça 10 m sobre el terreny circumdant. El jaciment ocupa una superfície de 1.037 m2; la seua longitud màxima és de 58 m en direcció est-oest i la seua amplària màxima és de 21 m en direcció perpendicular a l'anterior.
L'altell o "tossal" s'assenta en una base de roca calcària. El jaciment va patir certes alteracions en el temps, la més important durant la Guerra Civil espanyola, ja que, donada la seua situació estratègica, es van realitzar una sèrie de fortificacions relacionades amb la batalla de l'Ebre. Anterior a la contesa, s'hagué d'intentar la plantació d'oliveres.

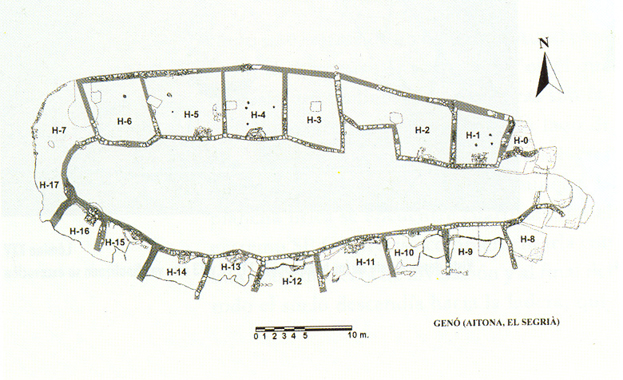
Planta del poblat de Genó, a Aitona

## Història del jaciment

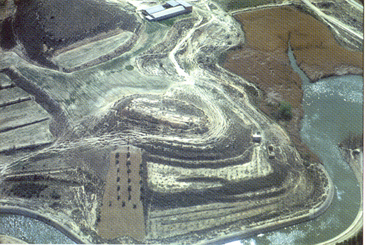
Vista aèria del jaciment arqueològic de Genó, situat a Aitona

Genó va ser descobert el 14 d'abril del 1955 gràcies als treballs de R. Pita Mercé i fruit d'una sèrie de treballs de prospecció que havia iniciat el seu descobridor al voltant de la dècada dels 40. La seua localització en el Baix Segre va ser designada amb el núm. 49. Va realitzar uns sondejos i va localitzar fragments de tenalles de cordons, ceràmiques llises i de camps d'urnes.
El 30 de gener del 1966, es dedueix l'existència d'un poblat, el qual es va designar amb el nom de Genó A i una necròpoli tumulària, en la forest veïna, dita Genó B. El 24 d'octubre, s'inicia l'excavació parcial del jaciment a càrrec de R. Pita i L. Díez-Coronel, i se'n recuperen alguns materials molt ben conservats i s'alça una planta provisional del poblat.
En l'estiu del 1976, s'inicia l'excavació sistemàtica a càrrec del professor José Luis Maya González, que tindrà continuïtat a l'any següent (1977) i després en el període 1979 a 1985. Durant tots els treballs d'investigació, es van recuperar valuoses dades per a entendre i valorar millor tots els aspectes de vida d'unes gents de l'edat del bronze final en una regió de Catalunya.

## El poblat i la seua vida
El lloc per a alçar el poblat es va triar d'acord amb els criteris del moment: proximitat al riu, però no sobre aquest, a cavall amb l'altiplà que condueix a les Garrigues i terres seques de l'interior i control visual per una banda de l'horta del Segre.
Es va erigir amb idea de continuïtat i estabilitat, ja que es va realitzar un gran esforç col·lectiu, d'una comunitat que no havia de sobrepassar el centenar de persones, la qual es va enfrontar al treball d'extracció de pedra i aixecament de murs travats amb fang per a formar un conjunt de cases habitació d'una gran grandària, si les comparem amb altres poblats del període.
La planta del poblat s'adapta al pujol amb adossament del mur del darrere, per a aconseguir una protecció mútua (a manera de pseudomuralla), carrer central eixamplat en la zona occidental, model d'habitació similar per a cada habitatge (excepte H-2) i absència d'elements d'emmagatzematge comú: cisterna, graners, etc.
Cada habitatge reflecteix un mateix patró d'activitats, però individualitzat: conservació i elaboració d'aliments, treballs de fang, emmagatzematge d'instrumental, dormitori, etc. Està mal constatat on es van realitzar les activitats complexes: fabricació de ceràmica, reducció de minerals per a la metal·lúrgia, etc.
La seua economia es basa en l'explotació de l'entorn pròxim, per tant de l'horta del riu i del secà; per a activitats com l'agricultura, la ramaderia, la recol·lecció o la caça.
Genó, en definitiva, constitueix una unitat d'habitatge perfectament articulada amb el seu entorn, fins al punt que el seu control va deure ser tan efectiu i rendible com per a permetre l'estabilitat, cosa que suggereix, igual que l'aparició d'altres poblats amb similar posició i en terrenys pròxims, un repartiment del territori, sobre el qual el poblat exerciria el control visual i efectiu.

### Agricultura
S'han constatat la presència de restes de tres cereals: espelta, ordi i mill, que havien de ser la base agrícola del poblat. També es va localitzar instrumental lític (dents de falç) que corroboren la pràctica agrícola de la sega del cereal. La presència de molins i matxucadores en l'interior de les cases ens ofereix informació de la transformació d'aquests productes agrícoles.
Probablement, utilitzaren la zona entre la vall del Segre i el poblat com camps de cultiu dels cereals, ja que és el lloc més fèrtil, encara que no és descartable l'ús de terres més a l'interior de secà, que van utilitzar altres jaciments pròxims coetanis. En els treballs agrícoles, possiblement participaria tota la comunitat i, en concret, en dues grans èpoques: tardor-primavera, en la qual es prepararien els camps i sembra, i estiu, per a la recol·lecció, distribució i emmagatzematge. L'emmagatzematge es realitzava en grans tenalles de ceràmica, decorades amb cordons i mugrons. No sols es guardava gra, també la palla com a aliment i llit d'animals.
En altres jaciments veïns, s'han localitzat restes d'altres plantes: lleguminoses (pèsols i llentilles) i oleaginoses (lli). Si van existir horts, aquests hagueren de situar-se en les zones més pròximes al riu.

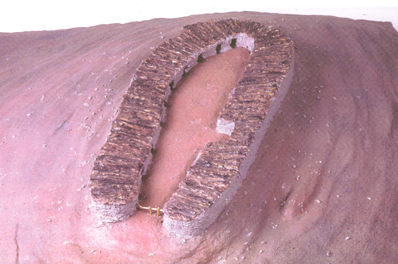
Maqueta idealitzada del poblat de Genó

### Ramaderia
S'han conservat escassíssimes restes faunístiques, probablement a causa de la curta durada del poblat, però les dades que es posseeixen ens informen de la presència d'una cabanya ramadera composta majoritàriament de ovicàprids (ovella i cabra), encara que es desconeix la seua importància. També es va trobar la dentició d'un bòvid de menudes dimensions.
En el jaciment veí de Carretelà (Aitona, Lleida), la cabanya ramadera està composta predominantment d'ovelles i cabres, enfront d'un menor nombre de bovins i porcs, que ha de reflectir la cabanya habitual i tipus en una zona amb climatologia similar i contemporània.
El porc, encara que va poder criar-se en el mateix poblat, donades les dificultats més teòriques que reals per a ser controlat en camp obert, no seria improbable que les porcades hagueren estat dutes a pastar, a la manera del que es feia amb ovelles i bovins, a les zones d'altiplà en les quals la progressiva desforestació i frega havia d'haver desmantellat els boscos des de feia temps, afavorint matolls i una autèntica estepa.
El paper del boví com a possible animal de tir en treballs agrícoles, arrossegament d'arades i carros, és molt probable, si s'ha de jutjar per alguns exemples que es van consumir quan ja tenien com a mínim dos o tres anys. De la cabanya ramadera, s'obtenien variats productes per a la vida del poblat: llet, formatge, sagí, llana, cuirs, carn, etc.

### Caça i recol·lecció
Encara que la ramaderia devia proporcionar gran part de la carn necessària, no havien de menysprear la caça d'aquells animals que es posaven a tir dels seus arcs, i abundants encara en la regió. S'han localitzat diverses puntes en sílex i bronze que ens informen d'aquesta pràctica.
Entre aquests, destaca el cérvol, conegut no sols per alguna resta apareguda en el poblat, sinó per les representacions artístiques en la ceràmica de Genó.
Amb menor rendiment en carn, però molt abundants, tenien conills i perdius, dels quals són molt freqüents les restes en jaciments veïns.
Esment especial requereix la presència de restes malacològiques o conquilles fluvials tipus margaritana, que són una espècie de clòtxina de riu i que havia de ser recol·lectat en el Segre. Van haver de ser consumits com un aliment més, ja que les seues conquilles ixen de vegades senceres i són freqüents en altres jaciments de la mateixa zona.
La caça, com el pasturatge, obligava a desplaçaments a terrenys més allunyats i boscosos o en direcció a les zones amb aigua, per la qual cosa adults, potser acompanyats per joves aprenents, aprofitarien aqueixes expedicions per a recol·lectar altres productes silvestres, com les glans tardorenques de les alzines; móres i gerdons; mel que s'usava com a conservant dels anteriors fruits i cera utilitzada en els processos de fosa; i tota mena de plantes amb valor nutritiu, conservant i medicinal.
També es recol·lectaven altra sèrie de productes importantíssims per a la vida del poblat: corns de cérvol de muda per a mànecs de ganivets i menudes eines; cornubianites, pedres negres i dures, per a fabricar destrals lluentades; sílex per a instrumental lític; gruixuts palets de granit o conglomerats per a fabricar els molins en forma de barca, etc.

### Comerç
Pel que fa a aquesta activitat, caldria diferenciar entre el de curt abast, és a dir, en àrees pròximes, i el de llarga distància, en què s'obtindrien béns preuats, "exòtics" i de difícil obtenció.
El comerç a pocs quilòmetres de la zona de la comunitat de Genó s'hagué de produir creuant els rius Segre i Cinca, i cap a la comarca aragonesa d'Els Monegres, d'on s'obtindria un tipus d'àgata negra per a la realització d'instrumental lític i lignit (zona de Mequinensa), amb el qual s'hauria elaborat un braçalet trobat en el curs de la investigació. Aquesta última peça és molt similar a altres trobades a l'Empordà o a França, amb la qual cosa igualment podria ser un objecte importat de més enllà de l'àrea pirinenca.
La presència de grans de Dentalium o valves de Glycymeris ens informa de la importació de productes costaners, que havien d'anar transmetent de poble en poble des de les ribes del Mediterrani.

### Ceràmica i instrumental·lític

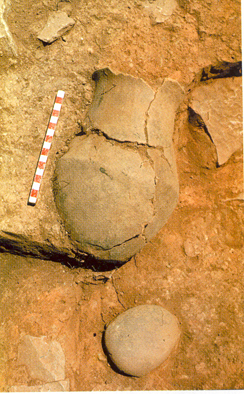
Tenalla llisa en el moment de la seua troballa en el curs de la investigació arqueològica

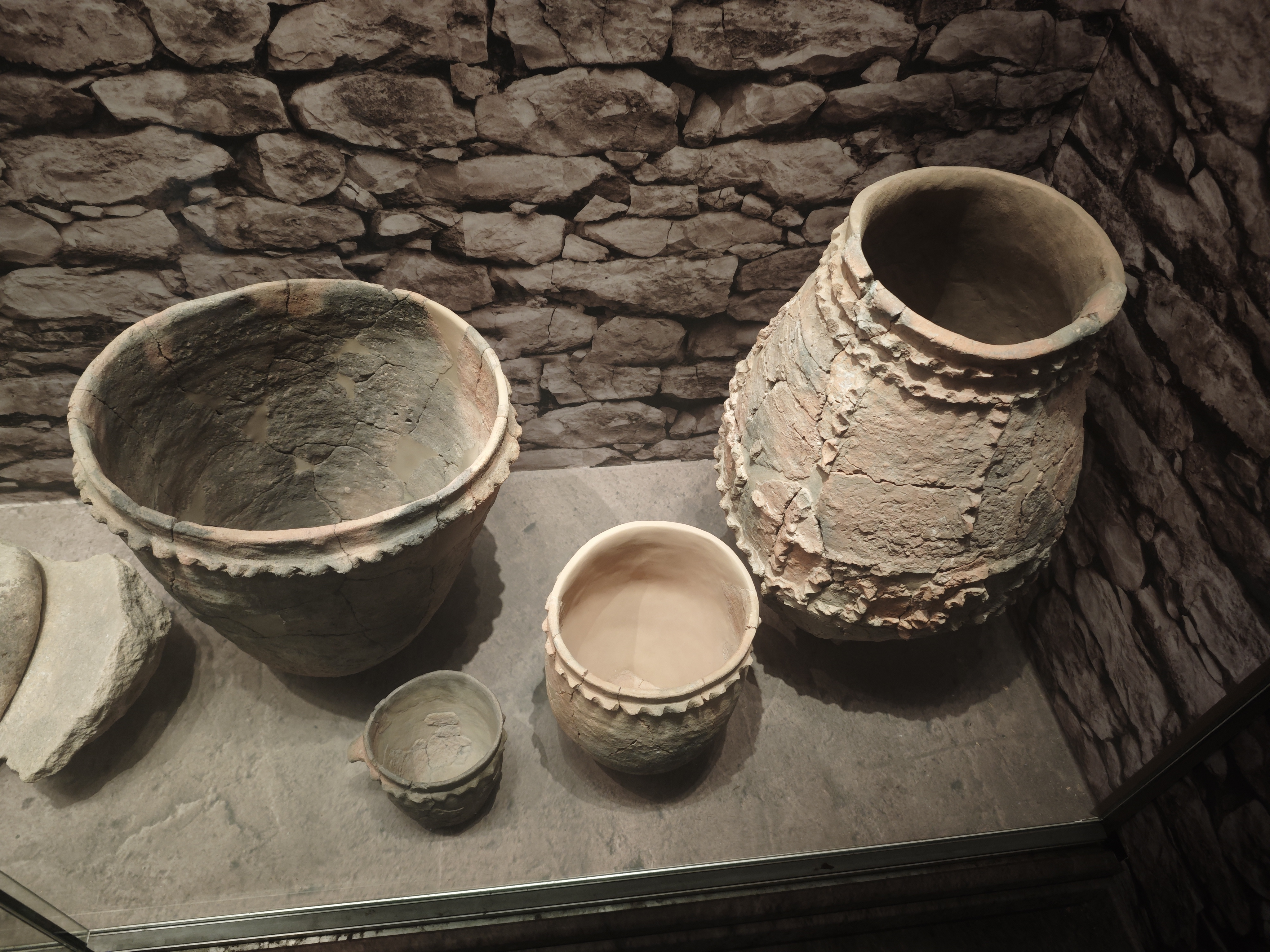
MAC-BCN Objectes domèstics de ceràmica. s.XI aC. Genó, Carretelà i El Pletís

Una de les tasques que ocuparia bona part de la vida dels habitants de Genó era la fabricació de ceràmica, sinó tota, en la seua major part d'origen local, incloent-hi des de les grans tenalles d'emmagatzematge fins a menudes tassetes, pitxers, gots, bols, cassoles, etc.
Les grandàries i característiques solen respondre a la funcionalitat i a les tradicions culturals i modes de les comunitats d'aquesta àrea geogràfica.
Les grans tenalles de provisions, de les quals solien existir tres o quatre en cada habitatge, poden tenir fins a un metre d'altura i són grans contenidors que degueren servir per a emmagatzemar els aliments de consum diari o les reserves a més llarg termini, i es decoraven com les de l'edat del bronze inicial, amb cordons impresos, que a més de donar reforç i solidesa contenien formes i temes geomètrics o, fins i tot, alguna figura esquemàtica d'animal (cérvol).

### L'organització social
El fet que la majoria dels habitatges siguen de mesures aproximadament semblants i reunisquen un aixovar semblant, sembla indicar-nos que aquestes comunitats havien de ser més aviat igualitàries, com correspon a una societat de tipus suprafamilar. No obstant això, hi ha un habitatge que trenca aquest esquema (H2).

### Món funerari i espiritual
No se sap res de la necròpoli d'aquest poblat, si és que alguna vegada va tenir-ne alguna associada. Al principi, s'havien associat algunes suposades acumulacions de pedres de la forest veïna amb una possible necròpoli tumulària i coneguda com a Genó B, però la seua investigació posterior va determinar que només es tractava d'una sèrie d'acumulacions de pedra per a la neteja de l'altiplà per a la seua preparació per al cultiu (plantació d'oliveres).

## Origen dels pobladors de Genó
Tal vegada aquest siga el tema més controvertit del jaciment i que pot extrapolar-se a un problema latent i general de l'origen de les gents d'aquesta època i en aquesta zona de Catalunya: existeix un continuisme cultural o ruptura respecte als moments inicials de l'edat del bronze, a causa d'una invasió de noves gents de més enllà del Pirineus.

## El final del poblat
Genó va tenir un període d'ocupació brevíssim. El poblat va ser destruït en la seua totalitat de manera violenta, en concret per un incendi.
L'incendi hagué de ser ràpid i total, potser únicament va haver-hi temps d'arreplegar alguns dels objectes metàl·lics de major grandària i valor i, gràcies a això, s'han conservat les peces en el seu lloc i amb una integritat difícil d'aconseguir en altres jaciments, i absolutament impossible en llocs abandonats de manera intencionada.